# Dom zu Tallinn

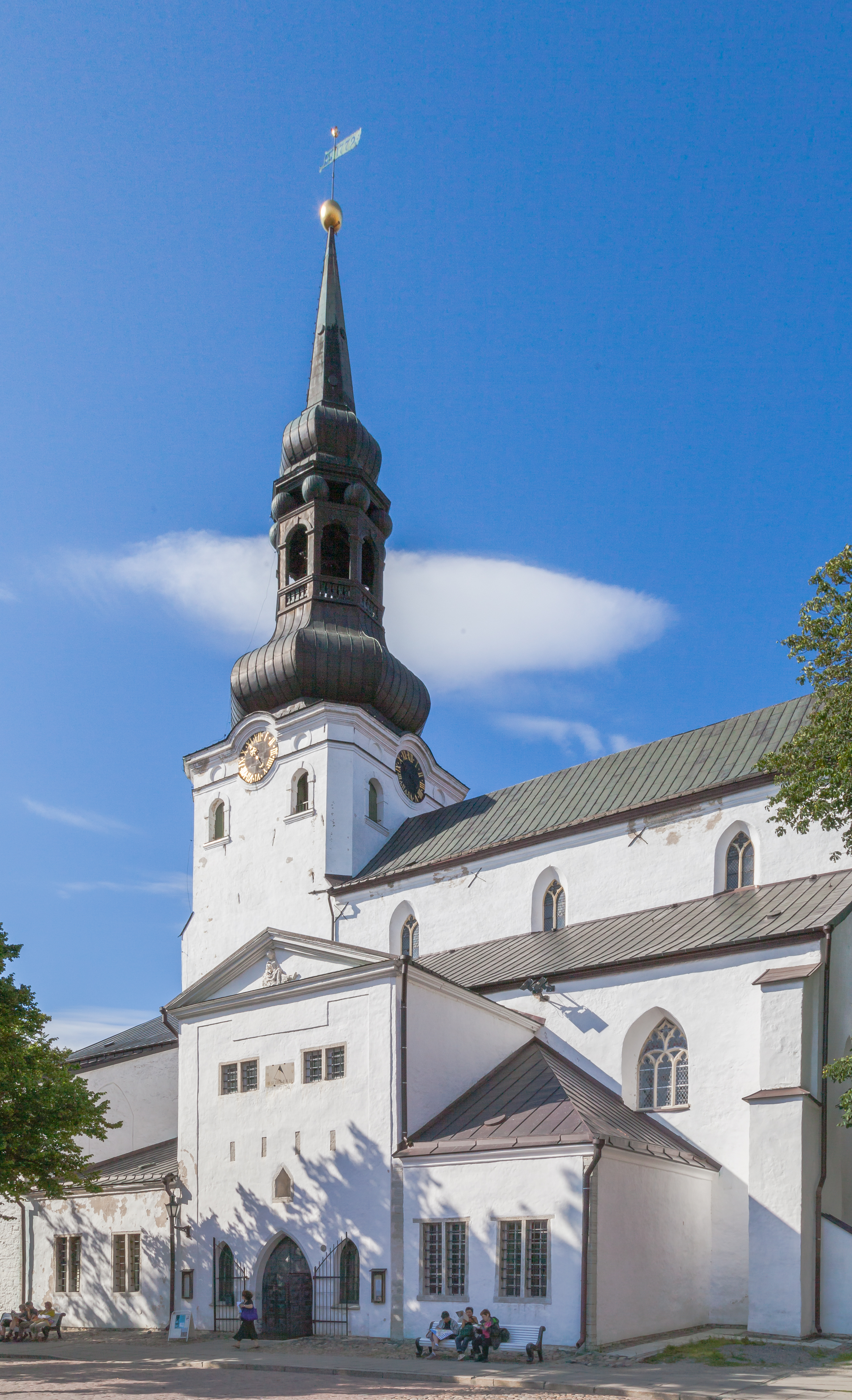
Dom zu Tallinn

Der Dom zu Tallinn (estnisch Tallinna toomkirik), offiziell die Bischöfliche Domkirche der Heiligen Jungfrau Maria zu Tallinn (estnisch Tallinna Püha Neitsi Maarja Piiskoplik Toomkirik), ist eines der Wahrzeichen der estnischen Hauptstadt. Er ist der Jungfrau Maria geweiht und befindet sich auf dem Domberg in Tallinn. Mit dem Abschluss der Reformation in Estland 1561 wurde er zur lutherischen Domkirche. Er ist heute die Bischofskirche des Erzbischofs der Estnischen Evangelisch-Lutherischen Kirche.

## Geschichte
Die erste Kirche an der heutigen Stelle wurde wahrscheinlich 1219, kurz nach der Eroberung des heutigen Dombergs in der Schlacht von Lyndanisse, errichtet. Sie war eine dänische Gründung und war wahrscheinlich die erste christliche Kirche auf dem estnischen Festland überhaupt.
Der erste Kirchenbau war aus Holz. Mit der Ankunft von Dominikaner-Mönchen aus dem dänischen Kloster Ribe 1229 wurde die Kirche durch einen Steinbau ersetzt. 1233 kamen die Mönche bei Auseinandersetzungen zwischen dänischen Vasallen und dem Schwertbrüderorden ums Leben. Ein Schreiben nach Rom vom selben Jahr, das um die erneute Weihe der Kirche bittet, ist der erste schriftliche Beleg der Kirche auf dem Domberg. 1240 wurde der einschiffige Bau fertiggestellt und der Jungfrau Maria geweiht. Seit diesem Jahr trägt sie den Namen Domkirche. Anfang des 14. Jahrhunderts begannen umfangreiche Umbauarbeiten, die die Kirche erweiterten. Seit den 1330er Jahren wurde das Gotteshaus nach dem Vorbild der gotländischen Kirchen in eine dreischiffige Basilika im gotischen Stil umgebaut. Hundert Jahre später waren die Arbeiten abgeschlossen.
Bei dem großen Feuer auf dem Domberg am 6. Juni 1684 wurde die Kirche sehr stark in Mitleidenschaft gezogen. Mehrere Bögen sowie der Altarraum stürzten ein. Kunsthistorisch wertvolle Steinmetzarbeiten wurden zerstört. Kurz nach dem Feuer wurde die Kirche unter der Leitung des Bau- und Schreinermeisters Daniel Bickel weitgehend originalgetreu wiederhergestellt, wobei die Steinmetzarbeiten von Johann Gustav Stockenberg ausgeführt wurden, während die neue barocke Ausstattung, unter anderem Wappenepitaphe, der Hochaltar und die mit Apostelfiguren geschmückte Kanzel, vornehmlich aus der Werkstatt des Tallinner Meisters Christian Ackermann stammte.
1685 schuf der Glockengießer Detlof Riedeweg sowohl die Marienglocke als auch die kleinere Salvatorglocke, die später als Einzeldenkmal in das nationale Register der Kulturdenkmäler Estlands aufgenommen wurde.
Ein Werk des Bildhauers Heinrich (Hinrik) Martens ist der vom Ältesten der Domgilde Hermann Rahr 1694 gestiftete und vom Malermeister Lorenz Buchau vergoldete Kalvarienberg, die „Golgotha-Gruppe“, ein vier Meter hohes Kruzifix, flankiert von Skulpturen Marias und Johannes’.
1778/79 wurde ein neuer, barocker Kirchturm am westlichen Ende des Langschiffs angefügt. Zwei der vier Kirchenglocken stammen aus dem 17. Jahrhundert, die beiden anderen aus dem 18. Jahrhundert. Dominant im Kircheninneren sind die zwei Familienlogen aus dem 18. Jahrhundert (von Patkul und von Manteuffel). Das Altargemälde „Christus am Kreuz“ stammt von dem Düsseldorfer Maler Eduard Gebhardt (1866).
Die Tallinner Domkirche, ehemals Ritter- und Domkirche zu Reval, ist auch für ihre zahlreichen Grabplatten vom 13. bis zum 18. Jahrhundert und für ihre steinernen Sarkophage aus dem 17. Jahrhundert bekannt. Darunter sind die Grabmale von Pontus de la Gardie und seiner Frau Sofia Gyllenhielm, Carl Huringson Horn (beide von Arent Passer), Adam Johann von Krusenstern, Samuel Greigh, Caspar von Tiesenhausen, Hermann Rahr, Reinhold Otto von Taube und Otto von Uexküll.
Die Wände der Domkirche zieren die 107 Wappenepitaphe der deutschbaltischen Adligen Estlands.

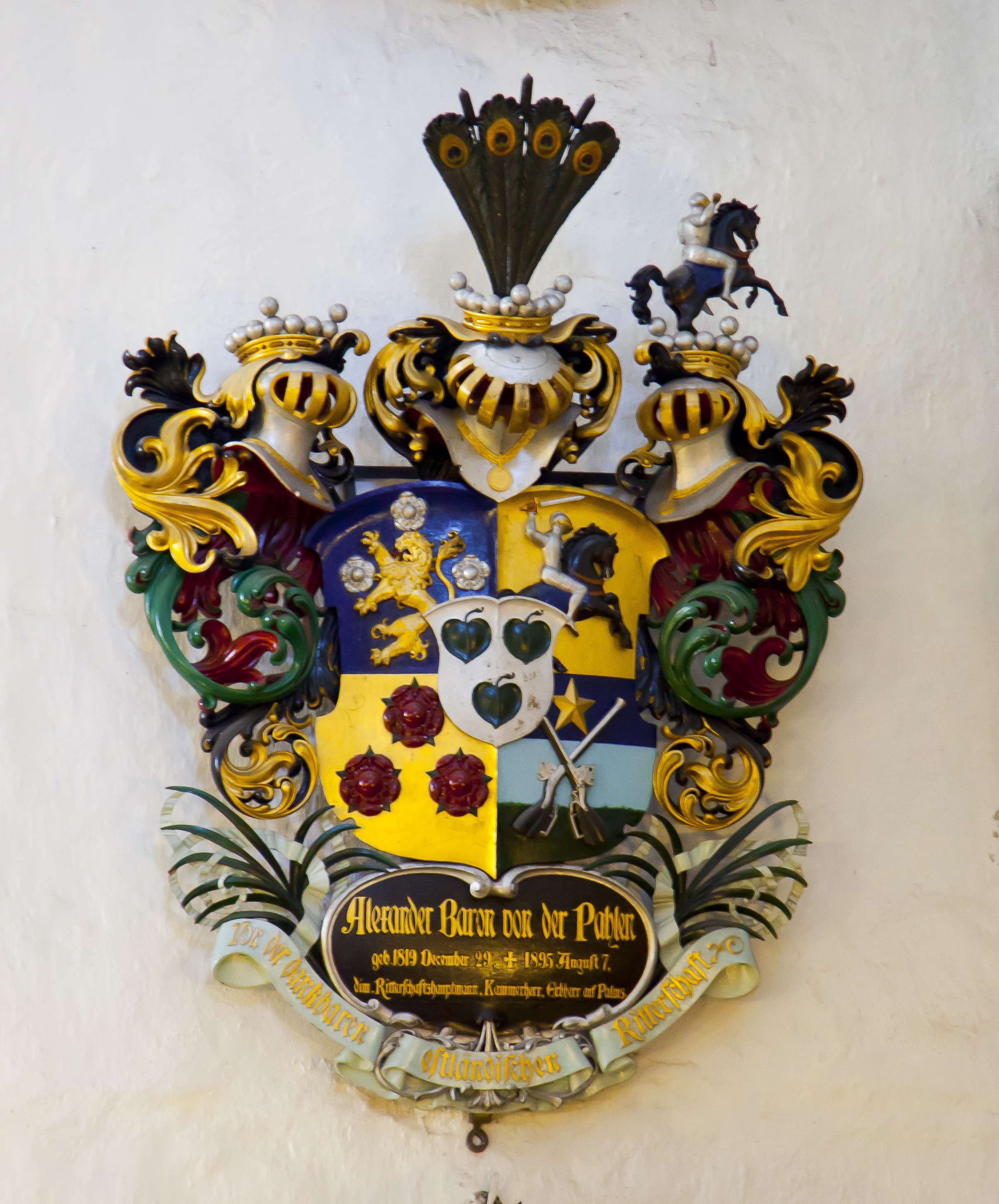
Wappen von Pahlen
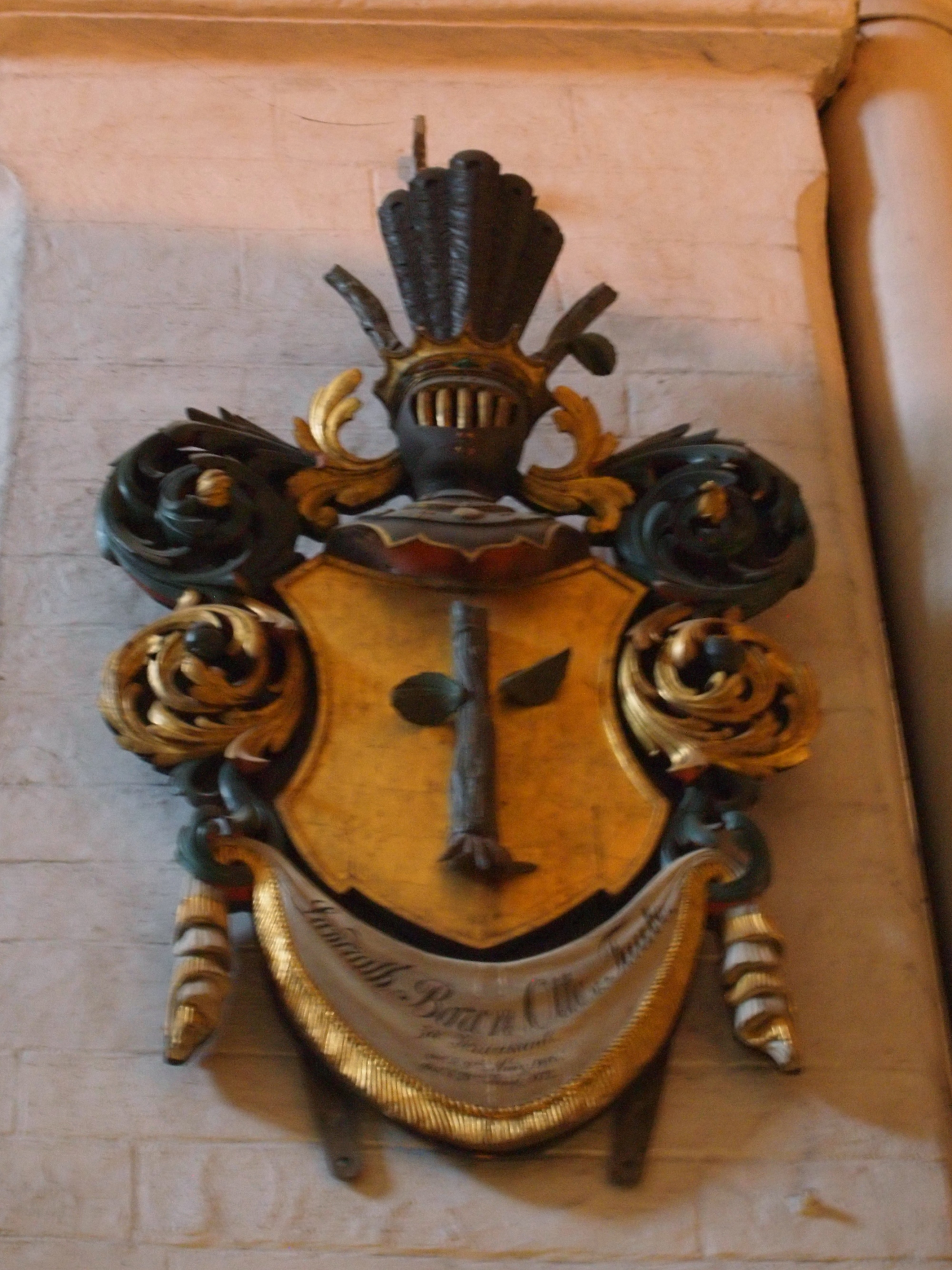
Wappen Otto von Taube
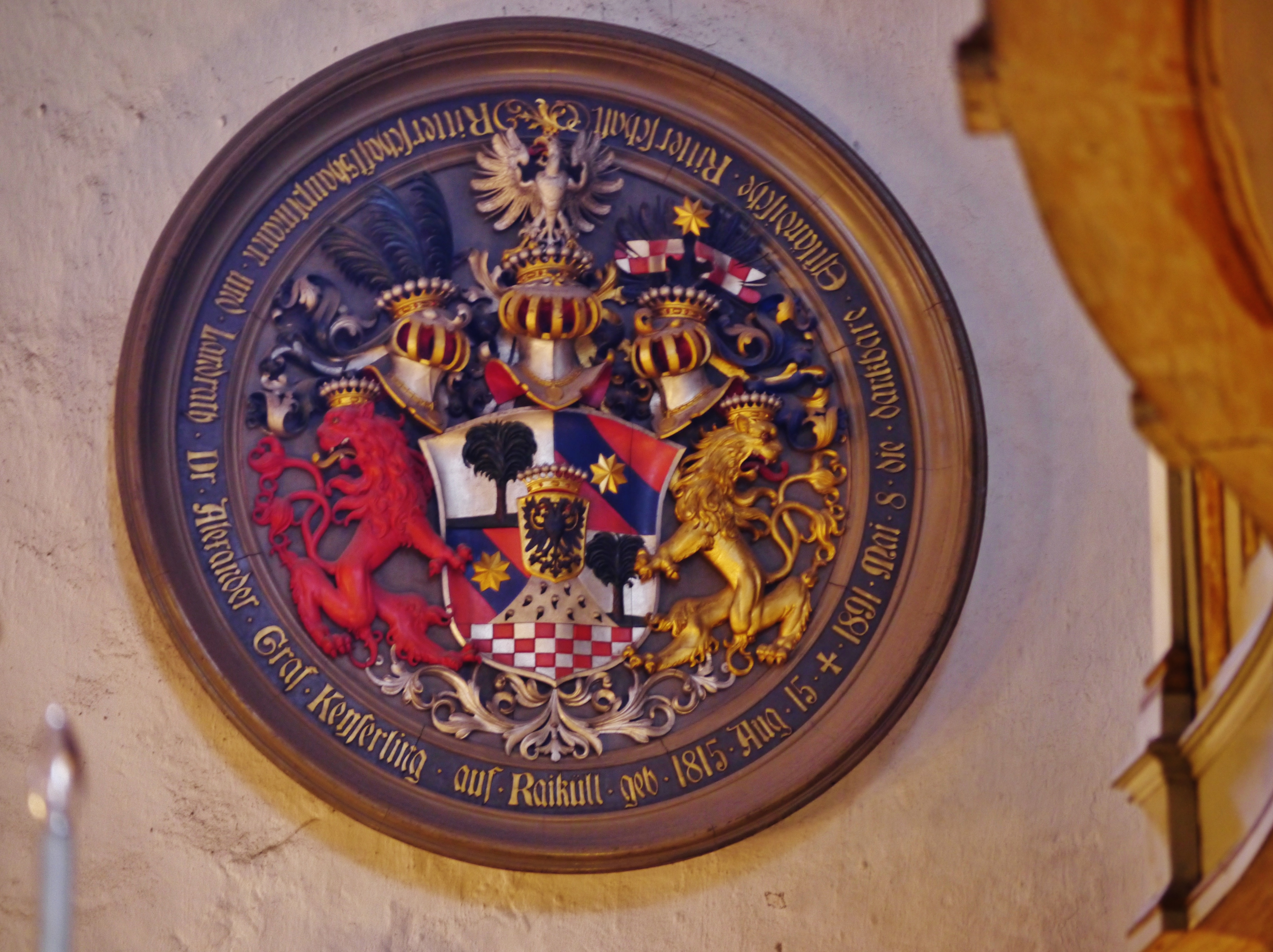
Wappen von Keyserling
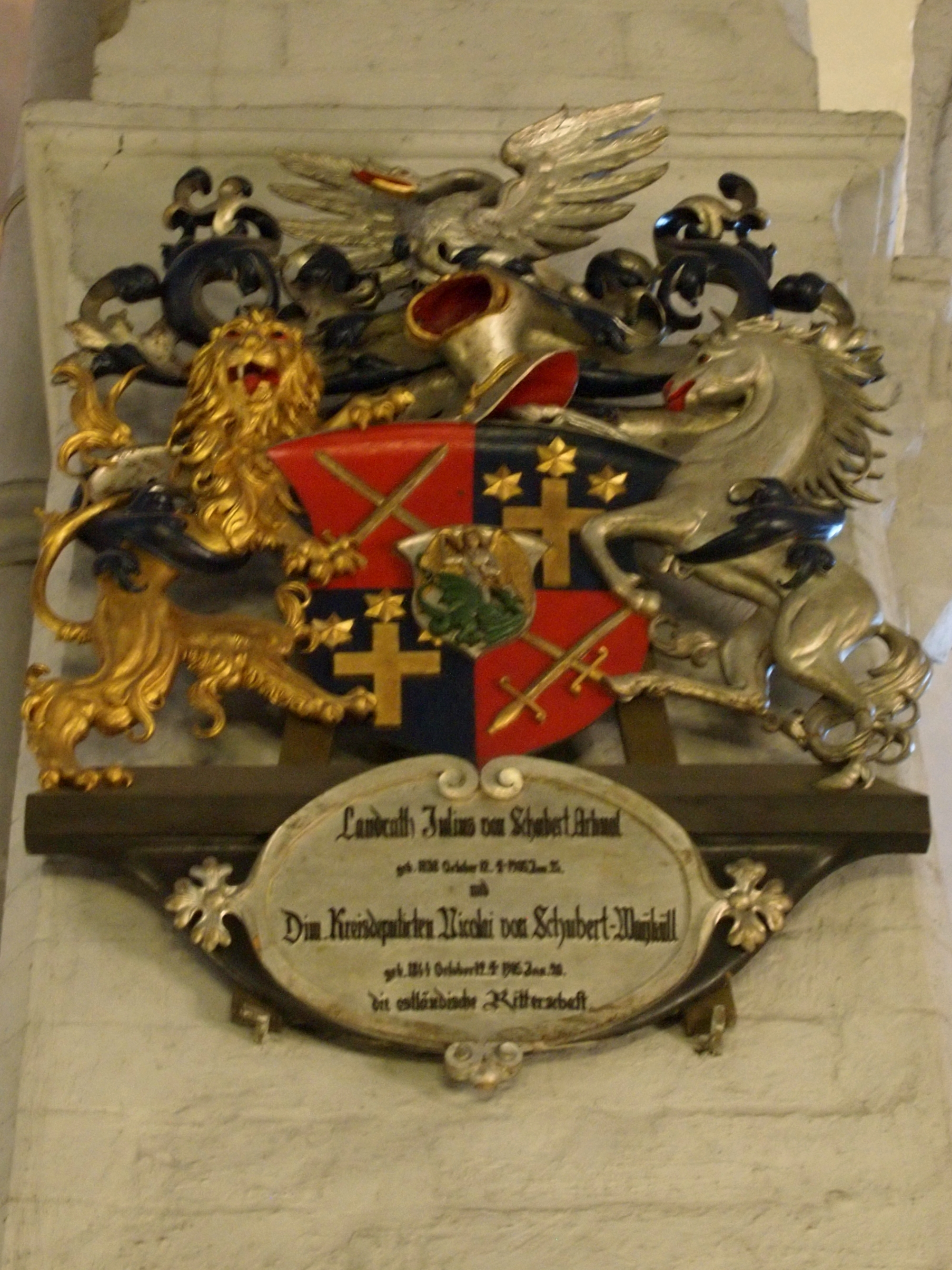
Wappen von Schubert
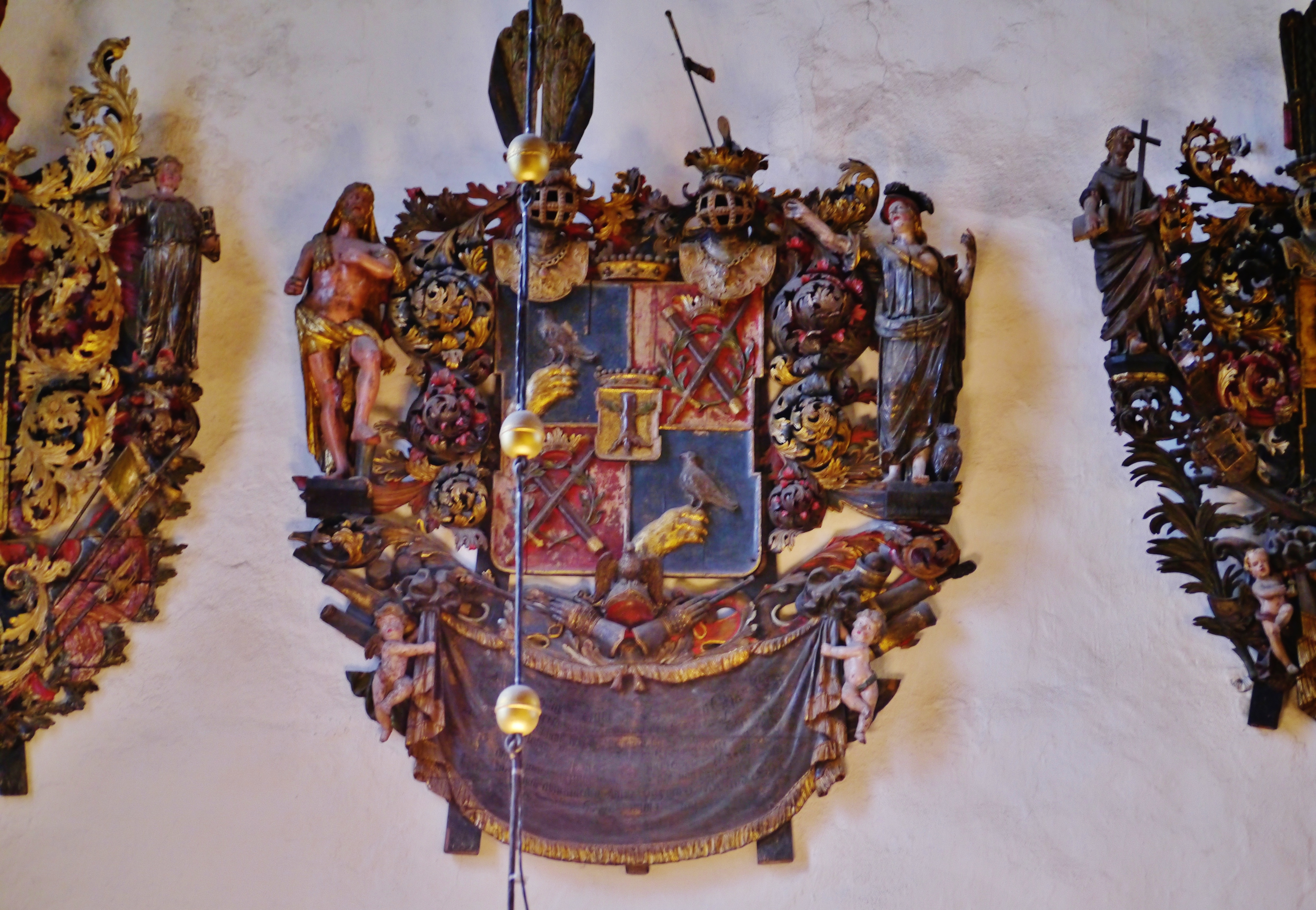
Wappen Otto von Taube
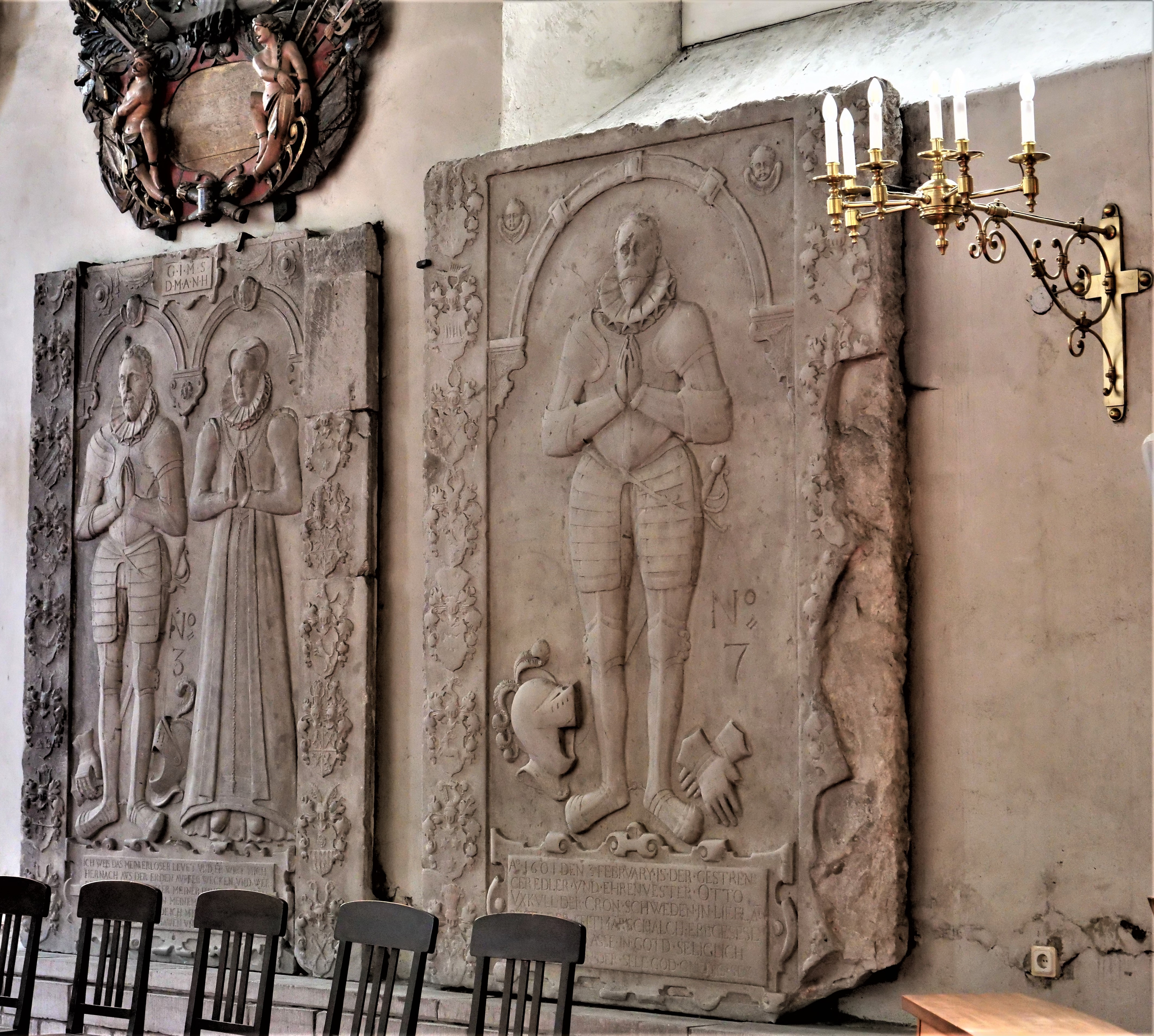
Grabplatten, rechts Otto von Uexküll
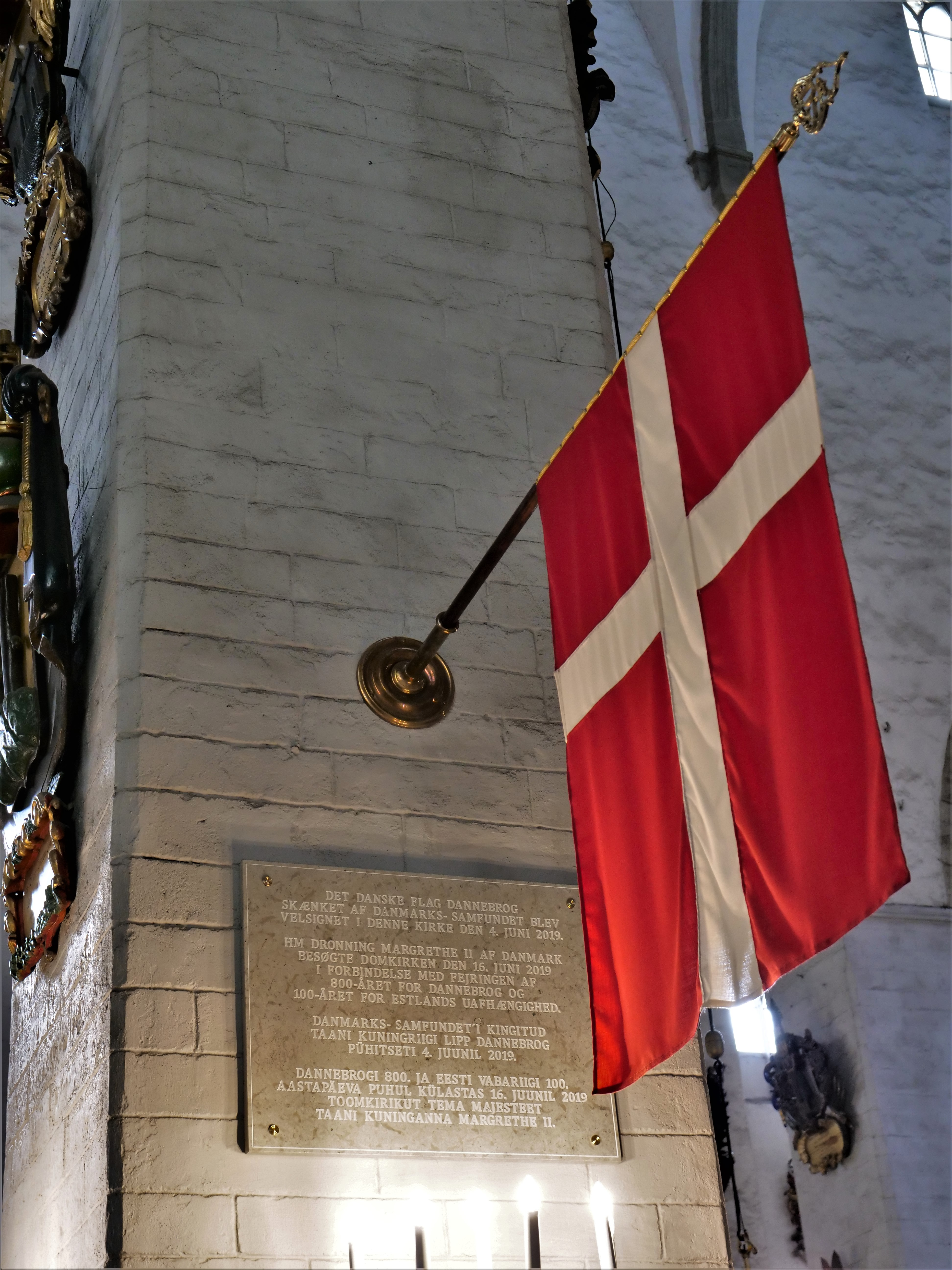
Dänischer Gedenkort im Dom
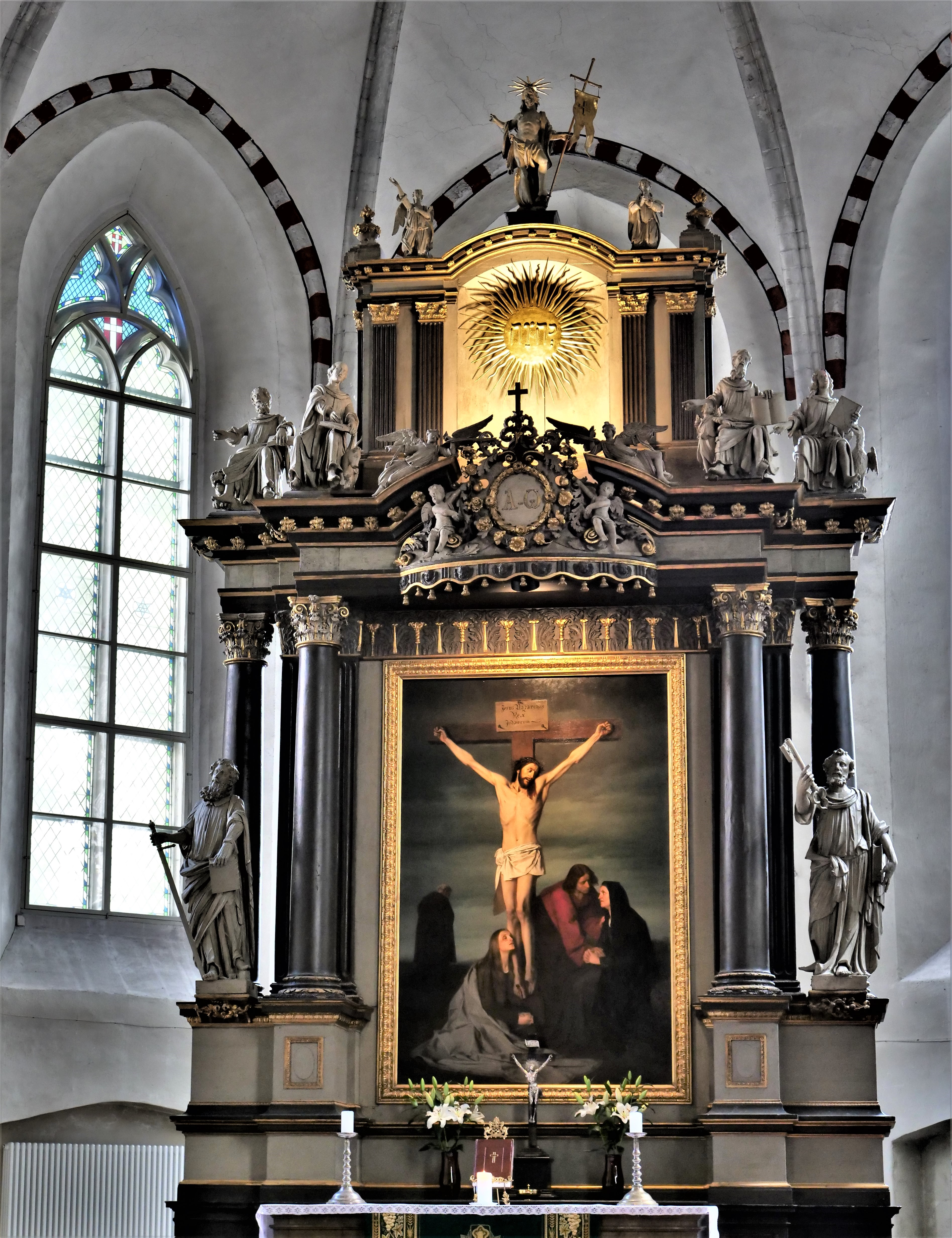
Hochaltar
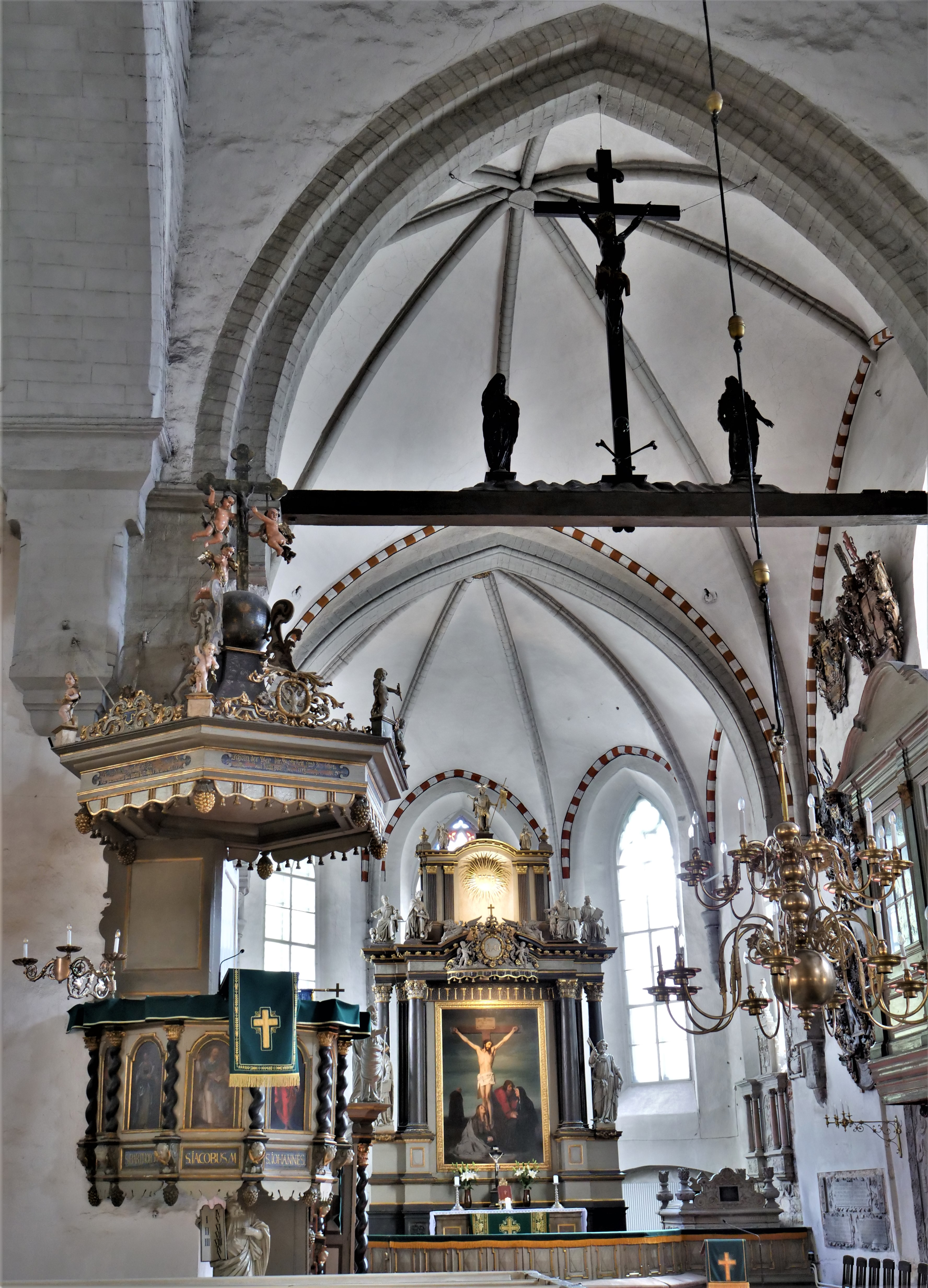
Kanzel und Chor
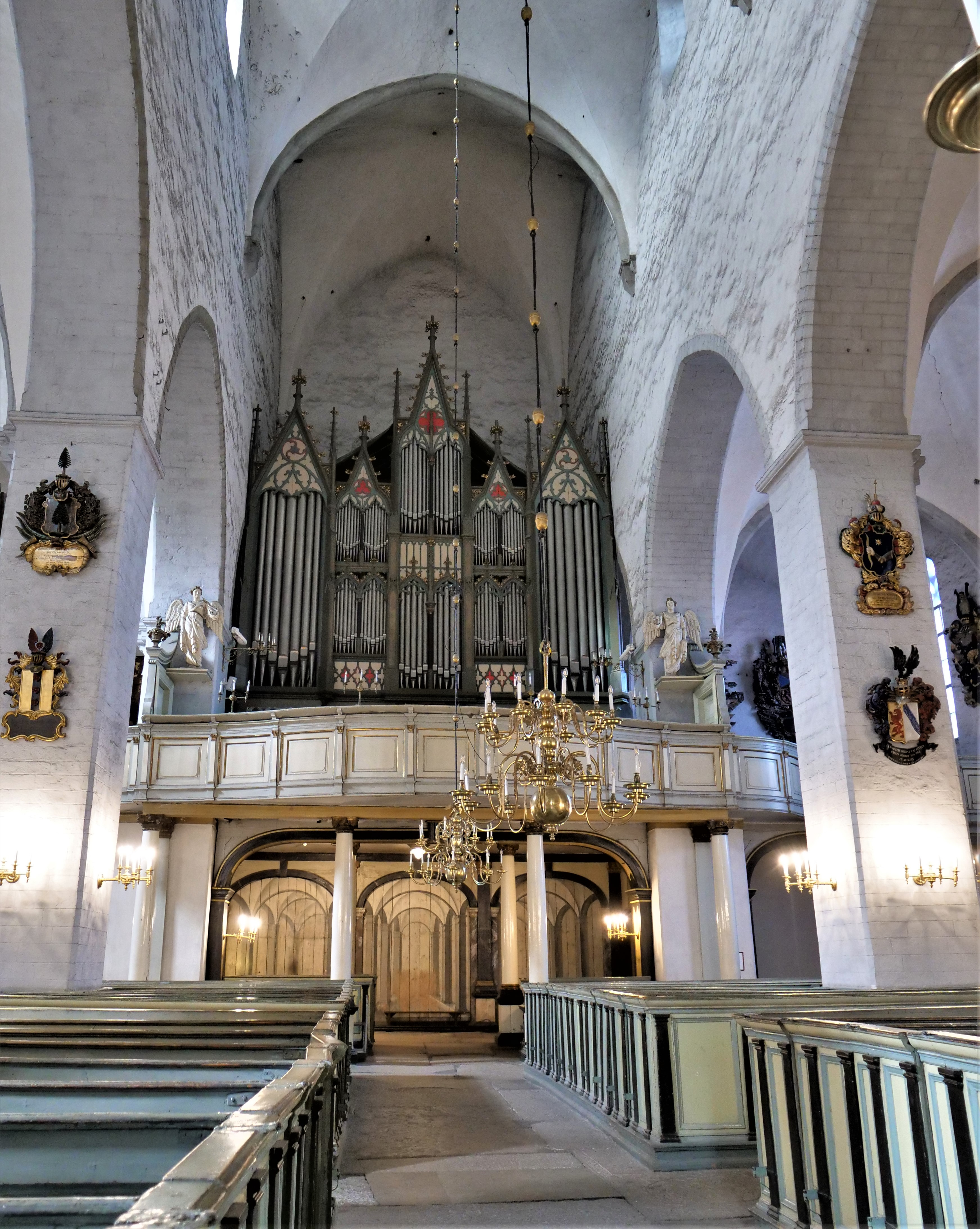
Langhaus und Orgel

## Ladegast-Sauer-Orgel

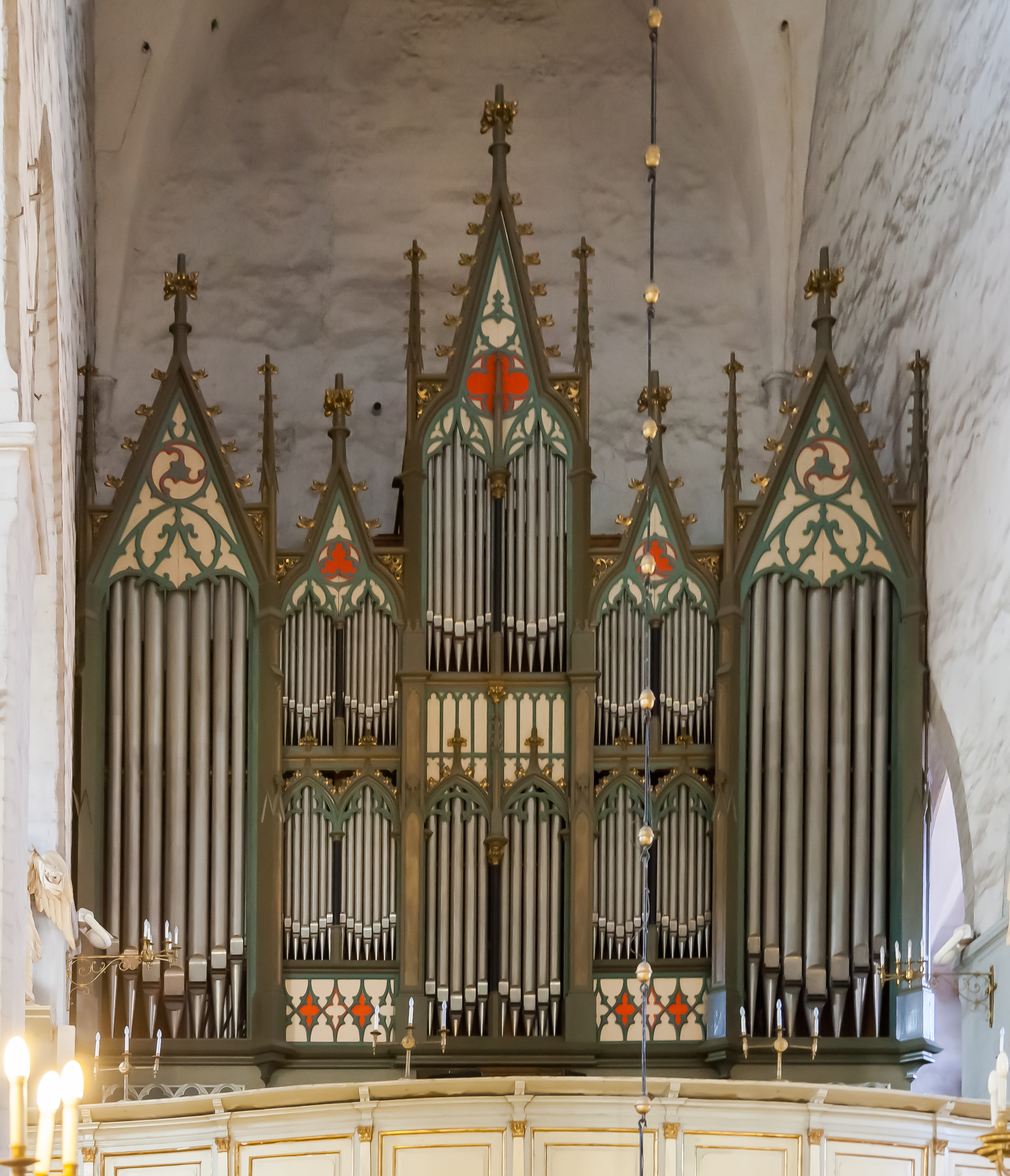
Die Orgel

Die Orgel der Domkirche wurde 1878 vom Weißenfelser Orgelbauer Friedrich Ladegast hergestellt und 1913/14 von der Orgelwerkstatt W. Sauer Orgelbau modernisiert. Sie wurde 1998 mit finanzieller Hilfe der Deutschen Botschaft in Tallinn durch die Orgelbauwerkstatt Scheffler aufwändig restauriert und ist heute eine der führenden Konzertorgeln Europas. Das Instrument hat 73 Register auf drei Manualen und Pedal.
| I Hauptwerk C–a3 |                |         |
| 01.              | Principal      | 16′     |
| 02.              | Bordun         | 16′     |
| 03.              | Principal      | 08′     |
| 04.              | Gamba          | 08′     |
| 05.              | Doppelflöte    | 08′     |
| 06.              | Flauto amabile | 08′     |
| 07.              | Qunitatön      | 08′     |
| 08.              | Gemshorn       | 08′     |
| 09.              | Gedackt        | 08′     |
| 10.              | Dolce          | 08′     |
| 11.              | Nasard         | 05 1⁄3′ |
| 12.              | Rohrflöte      | 04′     |
| 13.              | Gemshorn       | 04′     |
| 14.              | Octave         | 04′     |
| 15.              | Waldflöte      | 02′     |
| 16.              | Mixtur III     |         |
| 17.              | Cornett III    |         |
| 18.              | Trompete       | 08′     |

| II. Manual C–a3 |                 |        |
| 19.             | Gedackt         | 16′    |
| 20.             | Salicional      | 16′    |
| 21.             | Dulciana        | 08′    |
| 22.             | Rohrflöte       | 08′    |
| 23.             | Salicional      | 08′    |
| 24.             | Koncertflöte    | 08′    |
| 25.             | Viola           | 08′    |
| 26.             | Flauto traverso | 08′    |
| 27.             | Principal       | 08′    |
| 28.             | Dolce           | 04′    |
| 29.             | Flauto amabile  | 04′    |
| 30.             | Principal       | 04′    |
| 31.             | Nasard          | 02 ⁄3′ |
| 32.             | Piccolo         | 02     |
| 33.             | Progress II-III |        |
| 34.             | Cymbel III-IV   |        |
| 35.             | Klarinette      | 08′    |

| III Schwellwerk C–a3 |                       |     |
| 36.                  | Gedackt               | 16′ |
| 37.                  | Gamba                 | 16′ |
| 38.                  | Voix celeste          | 08′ |
| 39.                  | Aeoline               | 08′ |
| 40.                  | Gemshorn              | 08′ |
| 41.                  | Gedackt               | 08′ |
| 42.                  | Viola d’amour         | 08′ |
| 43.                  | Quintatön             | 08′ |
| 44.                  | Flauto amabile        | 08′ |
| 45.                  | Portunaflöte          | 08′ |
| 46.                  | Schalmei              | 08′ |
| 47.                  | Geigenprincipal       | 08′ |
| 48.                  | Flauto dolce          | 04′ |
| 49.                  | Salicet               | 04′ |
| 50.                  | Fugara                | 04′ |
| 51.                  | Flautino              | 02′ |
| 52.                  | Harmonia aetheria III |     |
| 53.                  | Aeolodiam             | 08′ |
| 54.                  | Oboe                  | 08′ |
| 55.                  | Trompete              | 08′ |

| Pedal C–f1 |                    |         |
| 56.        | Untersatz          | 32′     |
| 57.        | Lieblich Gedackt 0 | 16′     |
| 58.        | Gemshorn           | 16′     |
| 59.        | Subbass            | 16′     |
| 60.        | Qunitatön          | 16′     |
| 61.        | Violon             | 16′     |
| 62.        | Principal          | 16′     |
| 63.        | Quinte             | 10 2⁄3′ |
| 64.        | Dulciana           | 08′     |
| 65.        | Gemshorn           | 08′     |
| 66.        | Bassflöte          | 08′     |
| 67.        | Cello              | 08′     |
| 68.        | Principal          | 08′     |
| 69.        | Flauto             | 04′     |
| 70.        | Principal          | 04′     |
| 71.        | Posaune            | 16′     |
| 72.        | Trompete           | 08′     |
| 73.        | Clairon            | 04′     |

- Koppeln: II/I (auch als Sub- und Superoktavkoppeln), III/I, III/II, I/P, II/P, III/P;
- Spielhilfen: drei freie Kombinationen, drei feste Kombinationen (p, mf, f), drei feste Pedalkombinationen (p, mf, f), Registercrescendo

## Kuriosa
In der Nähe des Haupteingangs befindet sich eine Steinplatte mit der Aufschrift: „Grab des Otto Johann Thuve, Gutsbesitzer von Edise, Vääna und Koonu, 1696 A.D.“ Der Legende nach war Thuve ein besonders lüsterner Mann, der rauschende Feste mit Wein, Weib und Gesang liebte. Auf dem Sterbebett überkam ihn jedoch Reue. Daher bat er, sich an der Schwelle der Domkirche begraben zu lassen, so dass die gottesfürchtigen Menschen, die am Kircheneingang zum Gebet niederknien, seine Seele retten mögen. Der spöttische Tallinner Volksmund behauptet allerdings, Thuve habe auch nach seinem Tod den jungen Frauen unter die Röcke schauen wollen.

## Geistliche
- Siehe auch: Liste der Bischöfe von Reval
- Carl Christian Friedrich Rein (1796–1862), Oberpastor am Dom und Generalsuperintendent 1834–1862
- Ernst Wilhelm Woldemar Schultz (1813–1887), Oberpastor am Dom und Generalsuperintendent 1863–1887
- Leopold Hörschelmann (1836–1908), Oberpastor am Dom und Generalsuperintendent 1888–1904
- Adam Rudolf Winkler (1855–1917), ab 1901 Pastor und ab 1904 Propst des Ostharrischen Kreises
- Daniel von Lemm (1845–1924), Diaconus (2. Pastor) 1875–1877; Oberpastor am Dom und Generalsuperintendent 1904–1918
- Wilhelm Kentmann (1861–1938), Oberpastor am Dom und Generalsuperintendent 1918–1920